# HG 333 Isafold
HG 333 Isafold är ett fiskefartyg, som levererades av Zamakona Yards i Bilbao i Spanien till Rederiet Isafold A/S i Hirtshals i Danmark 2022.
Fartyget beställdes 2020 av Henning Kjeldsen i Skagen och var planerad att heta S 349 Gitte Henning. Kjeldsens företag Gitte Henning Pelagic A/S sålde dock 2022 av sina kvoter för pelagiskt fiske till bland annat Rederiet Isafold A/S och överlät också det nybygge som då byggdes i Spanien.
Ägare av Rederiet Isafold A/S är Lise Bjørn Jørgensen och Karsten Mølgaard.
HG 333 Isafold är 87 meter lång och 20 meter bred. Den kan lasta 3 800 kubikmeter pelagisk fisk som sill, makrill och blåvitling samt fiska med både trål och snörpvad. Med sina 4 750 bruttoton är nya Isafold något större än Skagen-fiskefartyget S 264 Astrid och var därmed i årsskiftet 2022/2023 Danmarks största fiskefartyg.
HG 333 Isafold är det första danska fiskefartyget, som är byggt med elektrisk framdrivning. Fartyget har ett batteripaket på 1 130 kWh, som tillsammans med fem medelhastighets dieselgeneratorer från Yanmar säkerställer kraftproduktionen på fartyget. 